# Shōtei Ibata
 (août 2025).
Si vous disposez d'ouvrages ou d'articles de référence ou si vous connaissez des sites web de qualité traitant du thème abordé ici, merci de compléter l'article en donnant les références utiles à sa vérifiabilité et en les liant à la section « Notes et références ».
Shōtei Ibata (井幡 松亭, Ibata Shōtei) est un artiste japonais de calligraphie extrême-orientale et d'art performance né à Kōbe en 1935.

## Biographie
Shōtei Ibata a fait ses études dans la prestigieuse Université de Kyōto, de laquelle il sortira diplômé de Major in Art en 1958. À plusieurs reprises, il remportera le premier prix de l’exposition du Tokyo Metropolitan Museum of Art, ainsi qu’à l’Exposition Shogein du Municipal Museum of Art de Kyoto, ville où il finira par s’installer. En 1973, accompagné de jeunes calligraphes, Ibata fonde le Byakunensho, littéralement « les formes qui tournent le blanc ». Pour cette école, le sho ne signifie pas uniquement la calligraphie mais l’art du Noir et Blanc.

## Son art
Shōtei Ibata est connu pour ses démonstrations publiques de calligraphie japonaise. La spécificité réside dans le fait qu’il utilise des pinceaux pouvant mesurer jusqu'à 1,8 m de hauteur et peser jusqu’à 18 kg. C’est ainsi que Shōtei Ibata est devenu le pionnier de cette calligraphie en grands kanjis, Daiji sho[réf. nécessaire]. L’art d’Ibata prône le dépassement des règles strictes de la tradition, la découverte de nouvelles possibilités pour la calligraphie de grands kanjis, utilisés comme motifs pour leur beauté plastique.
Il est également connu « pour avoir rapproché la calligraphie de l'art moderne ». D'ordinaire, la calligraphie japonaise est une activité très intime, mais Shōtei Ibata voulait travailler devant  un public. C'est ainsi, qu'il a fait connaître cet art à travers le monde (Allemagne, Australie, Brésil, Chine, Corée, France, Italie, Royaume-Uni, pays scandinaves, États-Unis).